# Giro di Campania 1926
Il Giro di Campania 1926, quinta edizione della corsa, si svolse il 14 novembre 1926 su un percorso di 246 km. La vittoria fu appannaggio dell'italiano Leonida Frascarelli, che completò il percorso in 10h09'05", precedendo i connazionali Battista Giuntelli e Raffaele Perna.

## Ordine d'arrivo (Top 10)
| Pos. | Corridore           | Squadra         | Tempo     |
| ---- | ------------------- | --------------- | --------- |
| 1    | Leonida Frascarelli | Legnano-Pirelli | 10h09'05" |
| 2    | Battista Giuntelli  | -               | a 4'55"   |
| 3    | Raffaele Perna      | -               | a 5'45"   |
| 4    | Vincenzo Damiano    | -               | a 7'45"   |
| 5    | Angelo Gremo        | Météore-Wolber  | a 16'25"  |
| 6    | Antonio Liguori     | -               | a 16'27"  |
| 7    | Alberto Temponi     | -               | a 16'29"  |
| 8    | Giovanni Pettine    | -               | s.t.      |
| 9    | Alfredo Caroselli   | -               | s.t.      |
| 10   | Giovanni Borelli    | -               | s.t.      |